# Карлинг, Адольф
Адольф Карлинг (1882—1966, Хельсинки, Финляндия) — католический священник, настоятель католического прихода в городе Териоки (сегодня — Зеленогорск).

## Биография
Сын кузнеца из Хельсинки, окончил Императорский Александровский университет по отделению славянских и финно-угорских языков. Знал восемнадцать языков, но служить (рукоположен в 1911) предпочитал на финском, хотя не все из прихожан его понимали. Когда началась война, был призван в русскую армию и служил там капелланом. После войны приход покупает бывший дом писателя Генриха Сенкевича и устраивает там новый приход (на фото).
Преподавал латынь в терийокском лицее, английский язык в финской народной школе, закон божий в католическом интернате Мерентяхти. Печатался в журнале Sanoma, где он комментировал евангельские тексты и другие вопросы веры. В 1921 году получил высшие духовные звания монсеньора и прелата, а в августе 1923 г. Териоки посетил кардинал Ван Россум. Священник попросил его выделить деньги на устройство новой часовни, поскольку старая не вмещала всех желающих.
Римский папа Пий XI выделил деньги на приобретение бывшего особняка Нечаева на улице Виертотие (совр. ул. Ленина). Старый дом был продан. Католический приход Териоки просуществовал до Зимней войны. В 1939 году в нём насчитывалось 80 человек. После войны Адольф Карлинг жил в Хельсинки, где и умер в 1966 году.